# Pygomeles
Pygomeles Grandidier, 1867 è un genere di sauri della famiglia Scincidae, endemici del Madagascar.

## Tassonomia
Il genere comprende due sole specie:
- Pygomeles braconnieri Grandidier, 1867
- Pygomeles petteri Pasteur & Paulian, 1962